# Covor turcesc

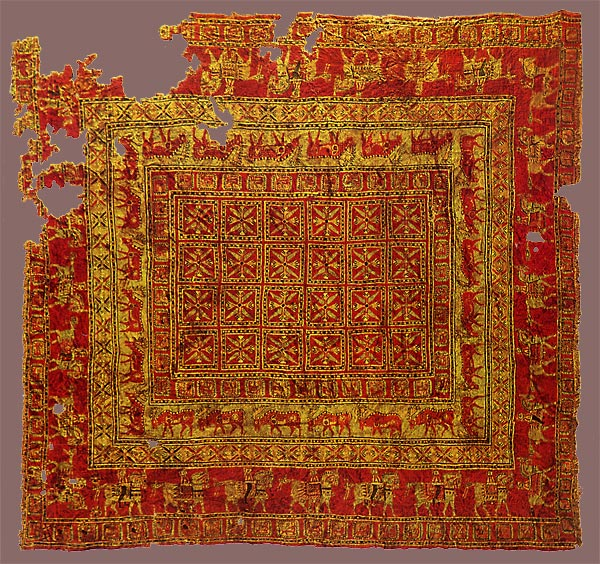
Covorul Pazyryk, Muzeul Ermitaj, Sankt Petersburg

Covorul turcesc (în arabă: بسات,bisāṭ , în turcă: halı, hal:) este un tip de covor oriental, fabricat în Asia Mică. Covoarele turcești, la fel ca celelalte covoare orientale, au stârnit interesul specialiștilor abia în secolul al XIX-lea, după o importantă expoziție ce a avut loc la Viena în 1891. Până atunci, acestea stârniseră doar interesul pasionaților. Denumirea de covor turcesc s-a confundat în timp cu aceea de covor oriental sau persan. Acest lucru este datorat faptului că înainte ca cercetătorii să se aplece asupra acestor obiecte, negustorii dădeau nume covoarelor în funcție de originea lor la cumpărare.
Covorul este o țesătură groasă, lucrată pe război de țesut, folosită pentru ornarea încăperilor.

### Origine
Originea covoarelor turcești, la fel ca a celorlalte tipuri de covoare, nu este cunoscută cu certitudine. Arta țeserii se practică din cele mai vechi timpuri, familiile nomade depinzând de acest meșteșug. Astfel, se dezvoltă mai multe tipuri de covor: covorul cu noduri, pufos, kilim-ul, asemănator preșului tradițional românesc și soumak-ul. Dintre acestea, cel mai apreciat este covorul cu noduri, el fiind, de-a lungul istoriei, atribuit simbolic puterii și statutului social. Kilim-ul, deși nu mai puțin frumos, a stârnit mai puțin interes. Tradițional, el se întâlnește în societățile nomade. 
Săpăturile arheologice nu au reușit să aducă în atenție un număr mare de covoare antice, acestea fiind în mare parte într-o stare avansată de degradare sau, uneori, chiar inexistente. Cu toate acestea, Sergei Ivanovich Rudenko găsește în timpul săpăturilor din munții Altai din Asia centrală și de est un covor și două kilimuri datate ca aparținând secolelor V-IV î.Hr. Cu excepția acestui covor, care poate fi admirat în Muzeul Ermitaj din Sankt Petersburg, există un vid în timp de aproximativ "1000 de ani care separă covorul Pazyryk de celelalte covoare care succed".

### Covorul anatolian în pictura europeană
Pentru a putea fi conturată o imagine generală asupra evoluției covorului, au fost căutate surse alternative, acolo unde mărturiile nu existau. S-a constatat că o sursă generoasă o reprezintă covoarele din pictura europeană, inspirate din modele orientale, de obicei turcești. Astfel, Kurt Erdmann face aprecierea că pictura a devenit o sursă mai folositoare datorită numeroaselor reprezentări ale covoarelor anatoliene și a posibilității de datare a acestora, decât chiar covoarele fabricate mai târziu și care se găsesc într-o stare bună. 
Începând cu jumătatea secolului al XIII-lea, în pictura medievală încep să fie prezente covoarele orientale. Acest lucru se observă cel mai bine în pictura italiană din Lombardia și Toscana, mai exact în Siena, Padova și Florența la pictori precum Giotto, Ciambue, Berlinghero Berlingheri, Giunta Pisano, Duccio sau Jan van Eyck.

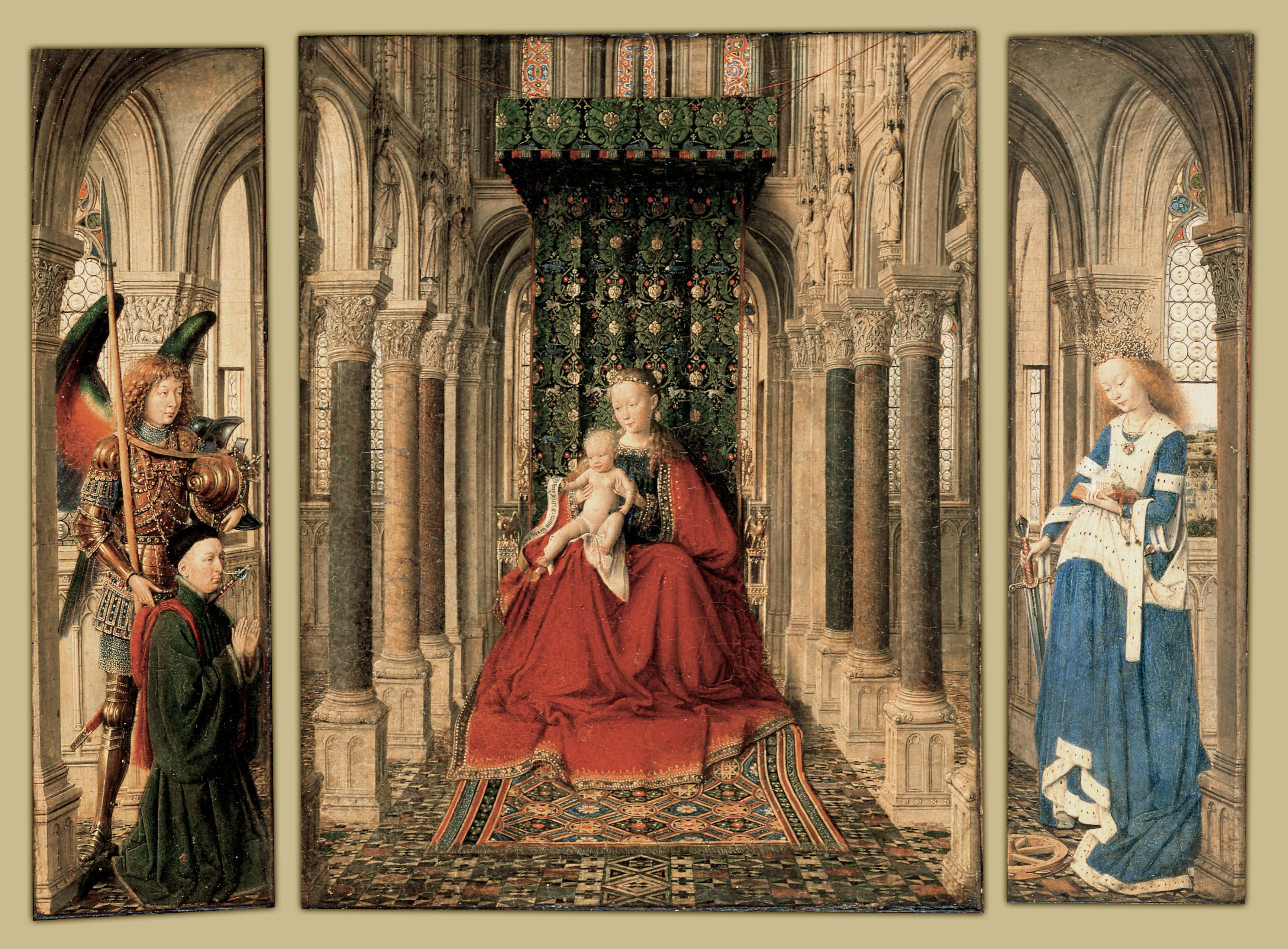
Fecioara și Pruncul, Jan van Eyck

Modelele preferate sunt cel geometric (jocuri de îmbinare a cercurilor, romburilor, stelelor, crucilor etc.) și cel cu motive zoomorfe (păsări). Papa Benedict al XII-lea, îndrăgind foarte mult aceste piese decorative, cere ca în fața tronului său să fie întins un covor cu model reprezentând papagali si lebede albe. Se poate observa în palatul papal din Avignon o frescă având un astfel de covor. Au fost numărate 60 de reprezentări ale covorului cu motiv zoomorf, dintre care: majoritatea o reprezintă pe Fecioară, două portretizează papi, unul dintre ei fiind Papa Grigorie al XI-lea și un singur tablou prezintă o figură laică: Robert de Anjou.
În secolul al XV-lea modelele devin mai bogate în diversitatea și complexitatea motivelor iar tematica este mai degrabă geometrică. Începând cu anul 1500, deja se pot găsi covoarele originale și cercetarea tablourilor nu mai este necesară. 

### Centre de meșteșug în Asia Minor:
Țeserea covoarelor, la fel ca toate celelalte textile, este, la originea sa, un meșteșug al familiei. Acesta s-a dezvoltat în timp si a dat naștere unor centre specializate în diferite tipuri de covoare devenite celebre în timp. În Asia Minor sau Anatolia(turcă: Anadolu) este cunoscut faptul că atât covorul cu noduri, cât și kilim-ul, sunt răspândite și colecționari și istorici de artă, precum James Ballard, Ulrich Schrüman sau Kurt Erdmann vorbesc despre aceste centre. Descrierile lor prezintă dinamica spațiului anatolian iar istoria acestei zone geografice stă marturie pentru înțelegerea bogăției culturale și dezvoltării economice pe care a experimentat-o. În acest spațiu se dezvoltă și își deschid ateliere meștașugarii de textile despre care Volkmar Gantzhorn susține în lucrarea sa, "Le tapis chrétien oriental", că este posibil să fie armeni. O cunoaștere exactă a celor care au creat aceste covoare este rar întâlnită, însă cercetând modelul, tehnica de țesere, materialele și pigmenții folosiți, ele pot fi plasate în timp și spațiu.   
Luând în considerare colecția James Ballard, care astăzi este în custodia muzeului Metropolitan din New York, sau catalogul „Oriental Carpets” al lui Ulrich Schrumann, se pot identifica următoarele centre de țesătorii pe teritoriul Asiei Minor: 

#### Ușak
Ușak (turca: Ușak Halısı) este un centru faimos de producere a covoarelor cu nod, având o tematică diferită de alte covoare anatoliene. Orașul se afla în nord-vestul Turciei de astăzi. Covoarele țesute aici se mai numesc și covoare Holbein, după pictorul Hans Holbein cel Tânăr, pictor care a introdus în operele sale și aceste covoare. Motivele acestor covoare sunt zoomorfe (păsări), florale sau cu medalion central. Covoarele de rugăciune au de obicei, o lampă care indică direcția în care se așează covorul. Se mai gasesc, de asemenea, și motive arabesque. Culorile sunt puternice și contrastante: rosu aprins, alb, albastru, galben, se îmbină în forme variate și se despart prin chenare, astfel încât dau impresia unui mozaic.

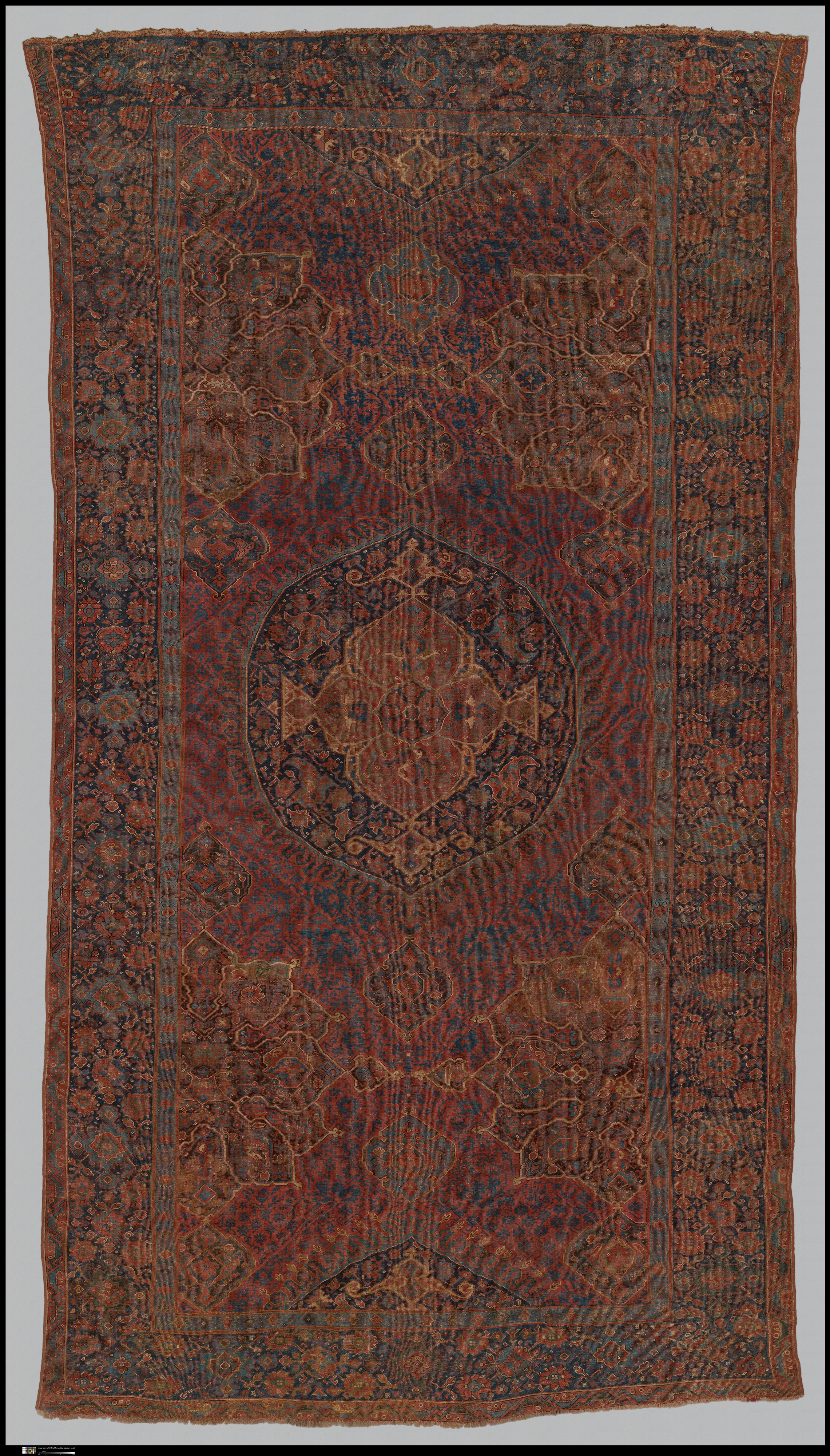
covor Ușak cu medalion

#### Ladik
Ladik se află în sud-vestul Anatoliei și împreună cu Konya reprezintă două centre importante de fabricație a covoarelor. Covoarele tesute în cele două centre sunt asemănătoare de obicei. Decorația creată aici este cunoscutul mihrab cu trei arce, numit și coloana Ladik. Covoarele care prezintă acest motiv sunt faimoase covoare de rugăciune. La fel ca și în cazul covoarelor din Ușak, culorile sunt aprinse și creează un contrast elegant. În mod tradițional, covorul Ladik îmbină cele patru culori: roșu, albastru, galben și alb, iar verde sau maro sunt culori rare. Aceste covoare sunt groase, lucru ce se datorează urzelii duble. În secolul al XVIII-lea, covoarele din Konia și Ladik încep să se confunde.

#### Konya
Konia este, poate, cel mai faimos centru de fabricație a covoarelor datorită celor trei covoare găsite în moscheea ‘Ala ad-din. Konia este capitala Sultanatului Selgiucid de Rum, astfel, moscheea 'Ala ed-din este moscheea imperiala si deci, materiale de cea mai buna calitate au fost întrebuințate acolo. 

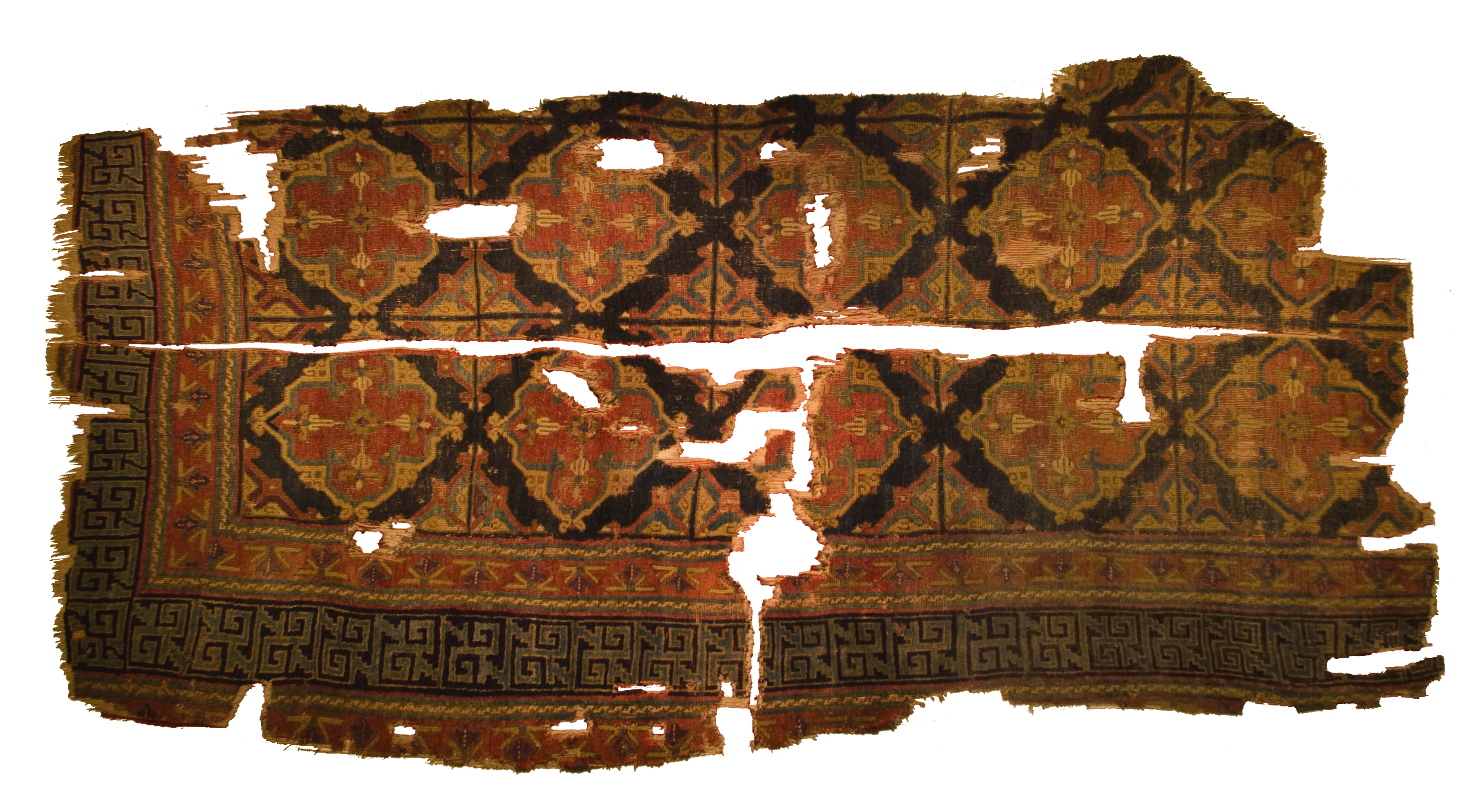
Covor Konya

#### Milas
Covoarele fabricate în Milas se aseamănă cu covoarele transilvănene. Tonurile covoarelor produse aici sunt mai moi și dau senzația de catifea. De asemenea, nodurile sunt foarte fine. 

#### Ghiordes
Ghiordes ( Gördes) devine important în secolul al XIX-lea. Covoarele fabricate aici se confundă cu cele fabricate în Kula prin arcul curbat al mihrab-ului. Aceste covoare se deosebesc de cele din Kula prin textura mai fină a nodurilor. 

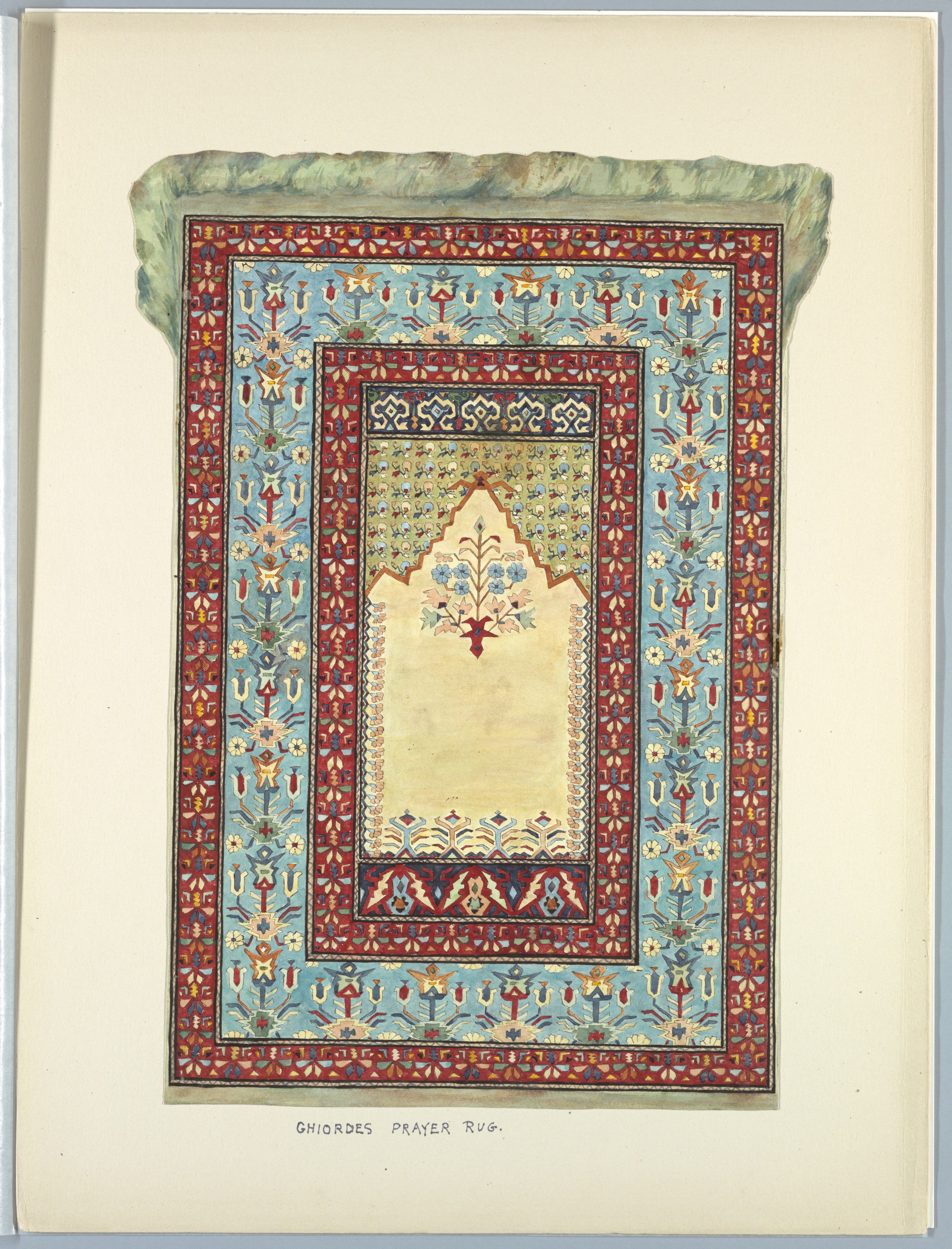
covor de rugăciune Ghiordes, desen de Elizabeth A. Nedwill

legătură=|miniatura

#### Bergama
Bergama este un centru aflat în Izmir, lângă marea Egee. Covoarele fabricate aici sunt aproximativ pătrate iar terminațiile lor sunt țesute în tehnica kilim. Culorile tipice sunt roșu și albastru iar modelul este marcat de o geometrie simplă.

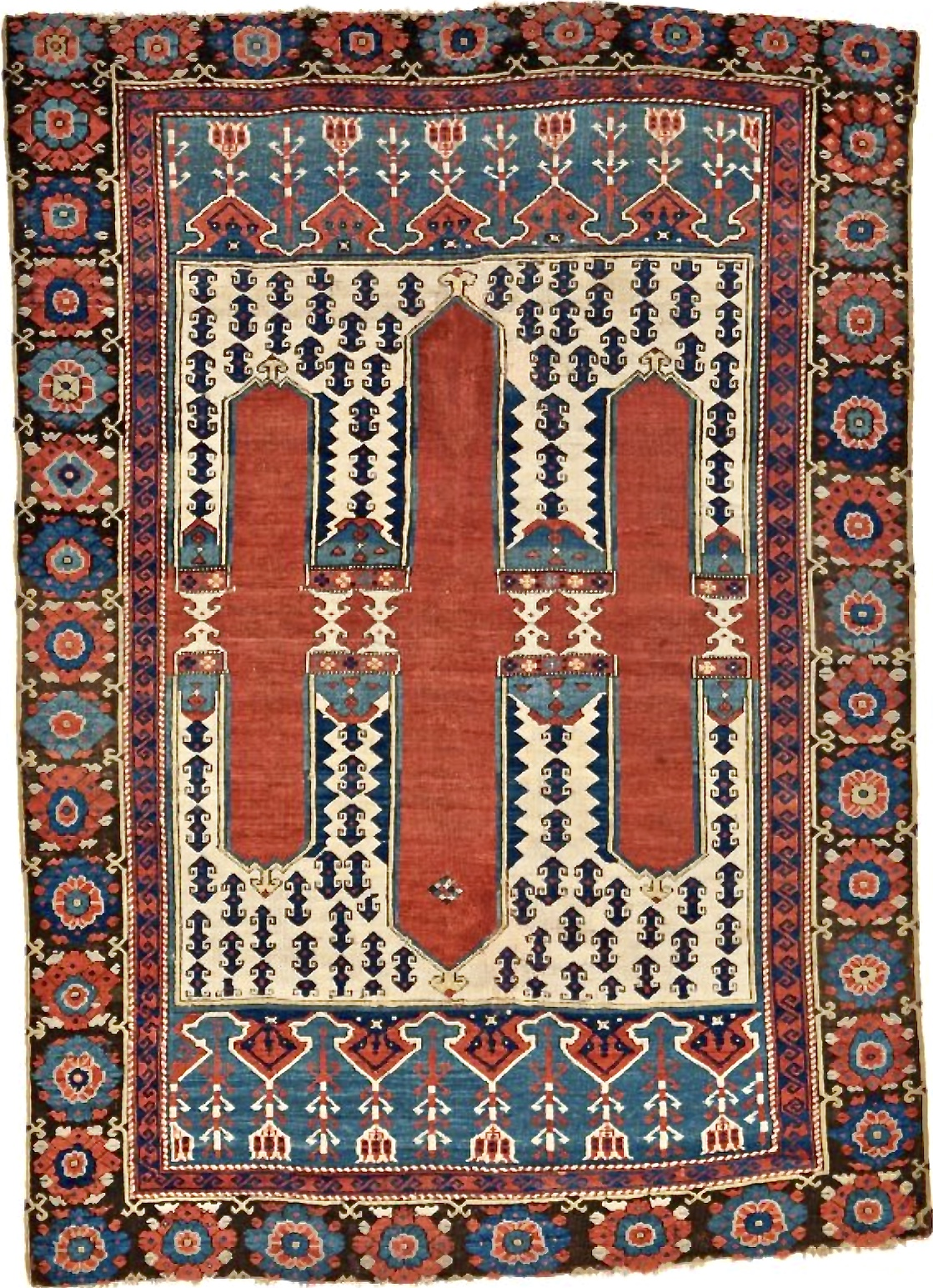
covor Bergama, sec. al XVIII-lea

legătură=|miniatura

### Alte detalii
Covorul turcesc folosește nodul Ghiordes, care este un don dublu. Materialul cel mai răspândit este lâna. Acesta este țesut pe un război iar diferența între covorul țesut în casă și cel țesut în ateliere specializate se poate face după dimensiunile covorului. În general, un război de țesut tradițional limitează mărimea covorului, pe când un război din atelierele specializate poate țese un covor de peste doi metri și jumătate în lungime.